# Алтайское (Алтайский район)
Алта́йское — село, административный центр Алтайского района в Алтайском крае. Единственный населённый пункт Алтайского сельского поселения.

## География
Расположено в 250 км к юго-востоку от Барнаула, административного центра Алтайского края. До ближайшей железнодорожной станции Бийск — 94 км.
Алтайское — одно из самых больших и протяженных сёл края, оно растянулось почти на 18 километров вдоль реки Каменка в предгорьях Алтая.
Средняя температура января: -16°
Средняя температура июня: +20°

## История
Основано в 1808 году как деревня Верхне-Каменская. C образованием Алтайской волости деревня стала волостным центром (1817). 
Полный учёт населения волости впервые был произведен в 8-ю ревизию 1834 г. Тогда здесь проживало 597 жителей: 306 мужского и 291 женского пола. Большинство были переселенцами из с. Петропавловского (Казаковы, Снегиревы, Трофимовы, Черновольцевы, Марковы, Козыревы, Лукы и др.), остальные — из деревень Сверчковой, Малой Уренговой, Талицкой, Замятиной, Савиновой, Буланихи, Красноярской и села Енисейского. Примерно с 1834 года центр Алтайской волости стал тоже называться Алтайским. 
В XIX веке это было крупное купеческое село. Наряду с торговлей, в Алтайском была развита и мелкая кустарная промышленность.
В 1921 году административная комиссия Горно-Алтайского уезда предприняла попытку присвоить селу статус города с названием Алтайск, а затем Горно-Алтайск. Инициатива прекратилась изданием 1 июня 1922 декрета Президиума ВЦИК РСФСР об образовании Ойротской автономной области. 
Решением исполнительного комитета Алтайского краевого Совета депутатов трудящихся от 01.12.61 № 801 село Алтайское получило статус рабочего поселка и название Алтайский. Решением Алтайского крайисполкома от 30.07.91 № 335 "О преобразовании рабочих поселков в сельские населенные пункты" и решением 7-й сессии Алтайского поселкового Совета народных депутатов от 11.08.91 рабочий поселок Алтайский вновь был преобразован в село Алтайское.

## Население
| 1926    | 1939    | 1959    | 1970    | 1979    | 1989    | 1997    | 1998    | 1999    |
| ------- | ------- | ------- | ------- | ------- | ------- | ------- | ------- | ------- |
| 7595    | ↗9246   | ↗11 592 | ↗13 099 | ↘12 335 | ↗12 774 | ↗13 538 | ↗13 630 | ↗13 819 |
| 2000    | 2001    | 2002    | 2003    | 2004    | 2005    | 2006    | 2007    | 2008    |
| ↘13 780 | ↗14 392 | ↘13 747 | ↗14 118 | ↘13 973 | ↘13 491 | ↘13 169 | ↘13 011 | ↘12 900 |
| 2009    | 2010    | 2011    | 2012    | 2013    | 2014    | 2015    | 2016    | 2017    |
| ↗13 023 | ↗13 713 | ↗13 737 | ↗13 911 | ↗14 125 | ↗14 264 | ↗14 285 | ↘14 235 | ↘14 218 |
| 2018    | 2019    | 2020    | 2021    |         |         |         |         |         |
| ↘14 118 | ↗14 151 | ↗14 228 | ↘14 068 |         |         |         |         |         |

## Культура
- Алтайский районный краеведческий музей (ул. Карла Маркса, 124)

## Экономика
В селе находятся сырзавод, винзавод, хлебозавод, кирпичный завод, асфальтовый завод, завод по переработке растительного сырья ООО «Вистерра», дендропарк «Холмогория».

## Известные жители и уроженцы
- Гуньков, Иван Александрович (1913—1984) — Герой Социалистического Труда[21].
- Ершов, Василий Степанович (1870—1957) — педагог, организатор первого в Сибири детского приюта[21].
- Межугорова, Евдокия Ермиловна (1898—1966) — Герой Социалистического Труда[21].
- Ракшин, Александр Фёдорович — предприниматель, основатель и совладелец одной из крупнейших российских розничных сетей «Мария-Ра»[21].
- Строкова, Александра Тимофеевна (1896—1967) — Герой Социалистического Труда[21].